# Sammatti
Sammatti är en före detta kommun i landskapet Nyland i Södra Finlands län, som sedan 1 januari 2009 ingår i Lojo stad. Sammatti har cirka 1 250 invånare och har en yta på 85,18 km². Den före detta kommunen ligger cirka 80 kilometer väst om Helsingfors. Innan kommunsammanslagningen var Sammattis grannkommuner Karislojo, Lojo, Nummi-Pusula och Suomusjärvi. 
Sammatti var en enspråkigt finsk kommun.
Sammatti är Kalevalas sammanställare Elias Lönnrots hemort.
De största insjöar i Sammatti är sjön Enäjärvi och sjön Kirmusjärvi.

## Historia
Första gången omnämndes Sammatti i skriftliga källor år 1406. Sammatti blev en kapellförsamling till Lojo senast år 1591. När Karislojo blev en självständig socken år 1614 flyttades Sammatti till en kapell under Karislojo. Sammatti kapellförsamling lades ned år 1859 men området blev en självständig kommun redan år 1866. 
Från 1600-talet till mitten av 1700-talet fanns det 28 gårdar i Sammatti. I mitten av 1600-talet fanns det till och med 9 rusthåll i området. 
Den första ordentliga vägen till Sammatti byggdes i slutet av 1700-talet när stigen mellan Karislojo och Sammatti byggdes till en större åkväg. 

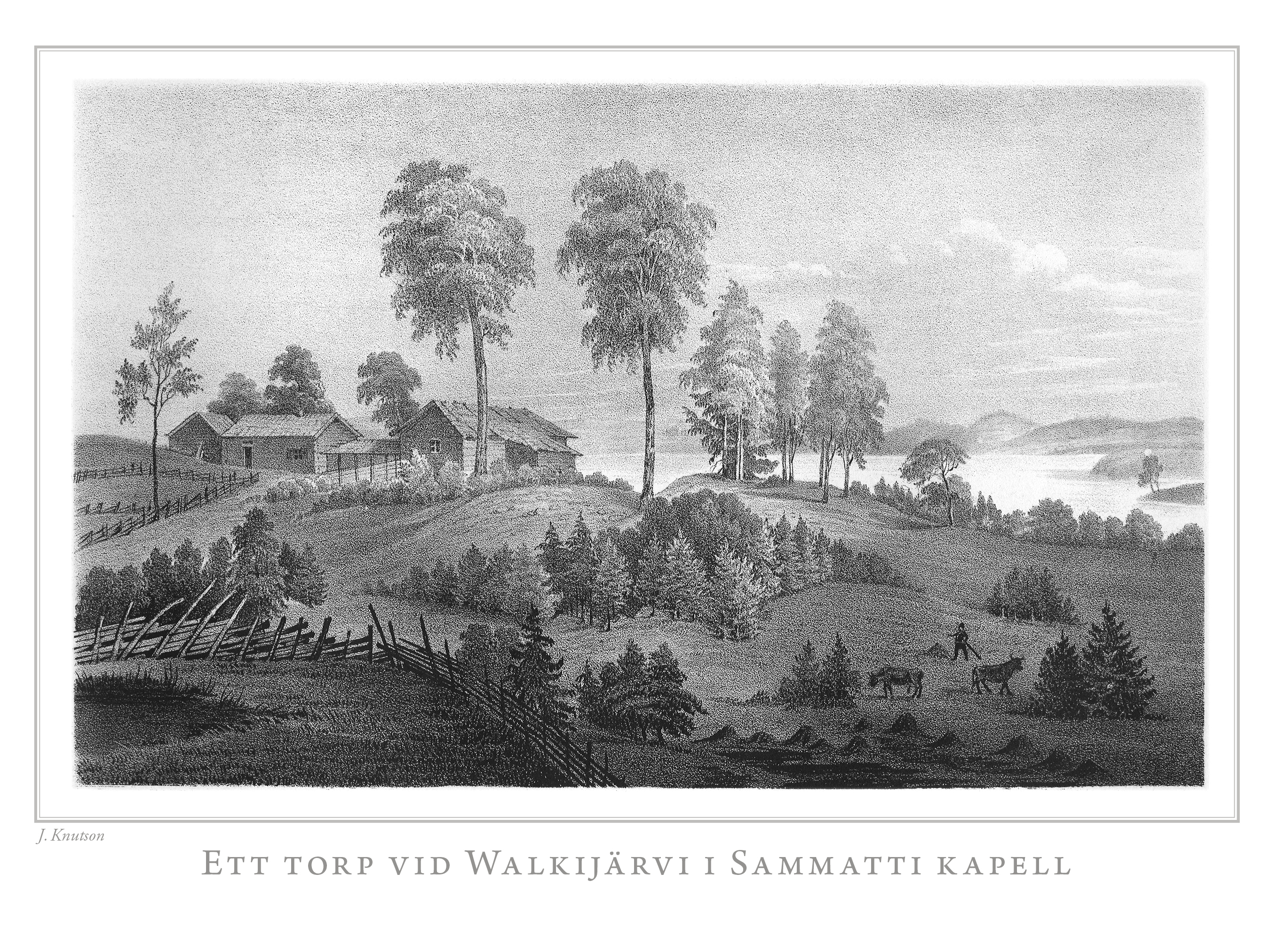
Litografi av ett torp vid Walkijärvi i Sammatti kapell i Finland framstäldt i teckningar utgiven 1845-1852.

Vid storskiftet blev det inga nya gårdar i Sammatti. Orsaken var att det fanns inga jordområdena vart man kunde bygga nya hus. När antalet invånarna ökade på 1850-talet fanns det redan 75 torp i kommunen. År 1789 hade det bara varit tio torp i Sammatti. 

## Geografi

### Byar
Haarijärvi, Karstu, Kaukola, Kiikala, Leikkilä, Lohilampi, Luskala, Myllykylä, Mustlahti, Niemenkylä och Sammatti

### Herrgårdar
Luskala gård

## Sevärdheter
- Sammatti kyrka
- Paikkari torp
- Huset Lammintalo
- Miinas stuga
- Johan Lohilampi-museet

## Kända personer från Sammatti
- Tuulikki Eloranta, sångare
- Simo Hannula, konstnär
- Eeva Joenpelto, författare
- Elias Lönnrot, Kalevalas sammanställningtällare
- Risto Piekka, Akavas ordförande

## Politik

### Mandatfördelning i Sammatti kommun, valen 1976–2004
| 1 | 3 | 2 | 6 | 5 |

| 3 | 2 | 1 | 5 | 6 |

| 2 | 3 | 1 | 6 | 5 |

| 1 | 4 | 1 | 5 | 6 |

| 1 | 5 | 5 | 6 |

| 5 | 5 | 7 |

| 1 | 5 | 6 | 5 |

| 2 | 5 | 5 | 5 |

| 11 | 6 |